# Lee Jae-jin

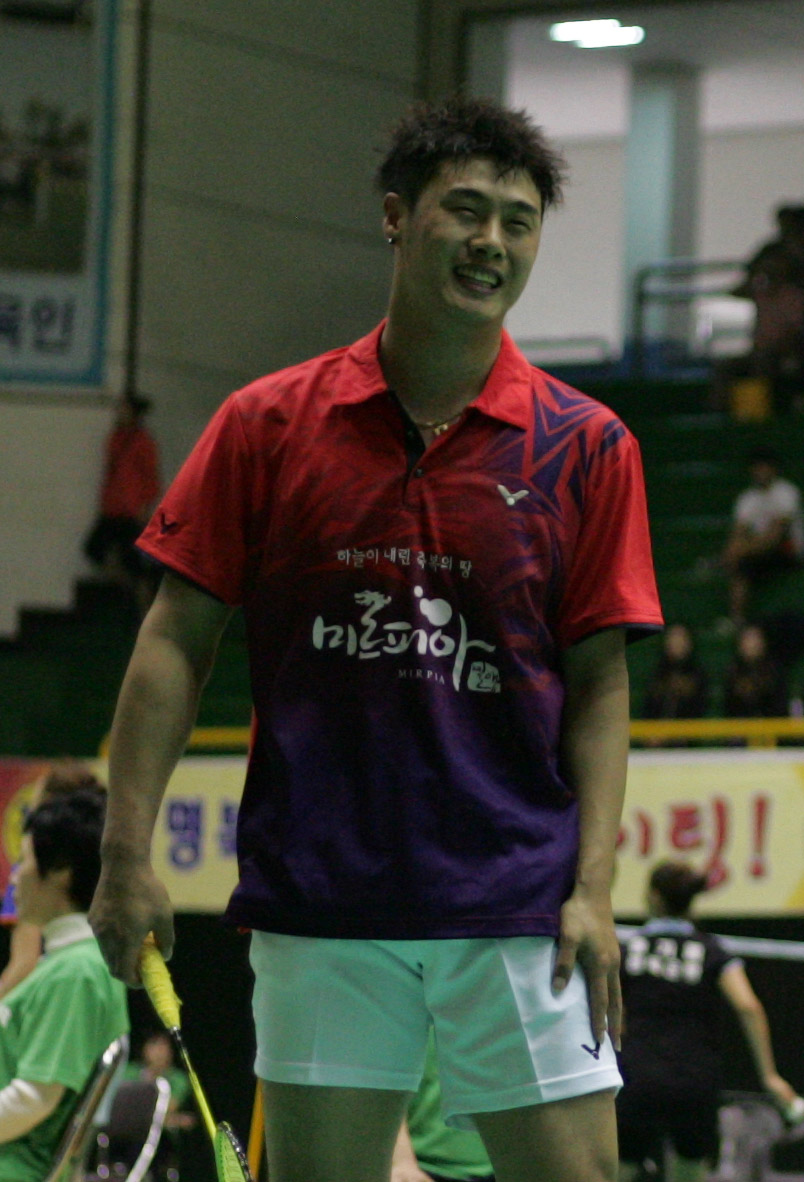

Lee Jae-jin (kor. 이재진; * 26. Januar 1983 in Miryang, Gyeongsangnam-do) ist ein ehemaliger Badmintonspieler aus Südkorea.

## Sportliche Karriere
Lee Jae-jin wurde im Herrendoppel mit Hwang Ji-man Dritter bei den Olympischen Sommerspielen 2008. 2000 hatten beide bereits die Asienmeisterschaft der Junioren gewonnen. Des Weiteren siegte er unter anderem bei den Malaysia Open, German Open und Thailand Open.

## Sportliche Erfolge
| Saison    | Veranstaltung               | Disziplin    | Platz | Name                        |
| --------- | --------------------------- | ------------ | ----- | --------------------------- |
| 2001      | Junioren-Asienmeisterschaft | Herrendoppel | 1     | Hwang Ji-man / Lee Jae Jin  |
| 2004/2005 | German Open                 | Mixed        | 1     | Lee Jae-jin / Lee Hyo-jung  |
| 2005      | Asienmeisterschaft          | Herrendoppel | 2     | Lee Jae-jin / Jung Jae-sung |
| 2005      | Asienmeisterschaft          | Mixed        | 2     | Lee Jae-jin / Lee Hyo-jung  |
| 2005      | China Open                  | Mixed        | 2     | Lee Jae-Jin / Lee Hyo-Jung  |
| 2005      | Thailand Open               | Mixed        | 1     | Lee Jae Jin / Lee Hyo Jung  |
| 2005      | Malaysia Open               | Mixed        | 1     | Lee Jae-jin / Lee Hyo-jung  |
| 2005      | Hong Kong Open              | Mixed        | 3     | Lee Jae-Jin / Lee Hyo-Jung  |
| 2005      | Thailand Open               | Herrendoppel | 1     | Jung Jae Sung / Lee Jae Jin |
| 2006      | Thailand Open               | Herrendoppel | 2     | Lee Jae Jin / Hwang Ji Man  |
| 2006      | Thailand Open               | Mixed        | 3     | Lee Jae Jin / Lee Hyo Jung  |
| 2006      | Chinese Taipei Open         | Mixed        | 2     | Lee Jae Jin / Lee Hyo Jung  |
| 2006      | Macau Open                  | Herrendoppel | 3     | Hwang Ji Man / Lee Jae Jin  |
| 2006/2007 | German Open                 | Herrendoppel | 1     | Lee Jae-jin / Hwang Ji-man  |
| 2007      | Thailand Open               | Herrendoppel | 1     | Lee Jae-jin / Hwang Ji-man  |
| 2008      | Olympia                     | Herrendoppel | 3     | Lee Jae-jin / Hwang Ji-man  |